# Аль-Солейли, Камаль
Кама́ль А́ль-Солейли́ (англ. Kamal Al-Solaylee; род. 1964, Аден, Федерация Южной Аравии) — канадский журналист и писатель арабского происхождения. В 2018 году был удостоен премии Шонесси Коэна за политическую литературу.

## Биография
Родился в 1964 году в Адене в многодетной семье Мохаммеда и Сафии Аль-Солейли. Он был самым младшим ребёнком из одиннадцати детей у родителей. После деколонизации Йемена в 1967 году семья Аль-Солейли бежала в Бейрут, откуда переехала в Каир. В 1986 году, вместе с семьёй вернулся в Йемен, где жил в городе Сана, но не долго. Ещё подростком в Каире Аль-Солейли осознал свою гомосексуальность, но был вынужден её скрывать из-за внешней гомофобии. Он оставил семью и уехал в Лондон, где получил докторскую степень в области английского языка. Из Великобритании Аль-Солейли переехал в Канаду, став гражданином этой страны.
В Канаде длительное время работал журналистом, сотрудничая с изданиями «Глоб энд мэйл», «Репорт он бизнес», « Торонто стар», «Нэйшнел пост», «Валрас», «Кстрей!» и «Торонто лайф». В настоящее время курирует преподавательскую программу журналистики в университете Райерсона.
Его книга «Невыносимые. Последние воспоминания», это мемуары о личном опыте гомосексуала, выросшего на Ближнем Востоке. Книга попала в шорт-лист на премию Хилари Уэстон 2012 года в номинации Документальная литература, Литературную премию «Лямбда» 2013 года в категории «Мемуары и биографии геев», и премию Торонто в 2013 году. В 2015 году «Невыносимые. Последние воспоминания» участвовали в ежегодном книжном конкурсе «Канада ридс», где книгу представляла актриса Кристин Кройк.
Его вторая книга «Коричневый. Что значит быть смуглым в современном мире (для всех)» была опубликована в 2016 году. Книга попала в шорт-лист премии генерал-губернатора Канады за англоязычную документальную литературу в 2016 году и получила премию Шонесси Коэна 2017 года в номинации «Политическая литература».
Аль-Солейли входил в состав жюри премии Дейна Огилви 2012 года, литературной премии для начинающих писателей-ЛГБТ в Канаде, и в состав жюри премию Скотиабанка Гиллера за 2018 год.